# Granatenwerfer 16
Der Granatenwerfer 16, auch Granatwerfer 16 oder Gr.W.16, war ein Infanteriemörser, der von den Mittelmächten im Ersten Weltkrieg eingesetzt wurde. Er wurde von einem ungarischen Priester, Dr. Laslo Vécer, Seminardirektor in Kolozsvár zunächst als Granatenwerfer 14 entworfen und wurde erstmals 1915 von der österreichisch-ungarischen Armee eingesetzt. In österreichisch-ungarischen Diensten erhielt er daher den Spitznamen „Priesterwerfer“. Im Jahr 1916 begann Deutschland mit der Produktion einer modifizierten Version in Lizenz für die deutsche Armee als Granatenwerfer 16.

## Technisches Konzept
Der Granatenwerfer 16 ist eine Art Zapfenmörser. Die Granate wurde auf den Zapfen aufsetzt und mittels Schlagbolzenauslösung abgefeuert. Dazu war in die Granate eine besondere Treibladungspatrone einzuführen. Der Werfer hat einen kurzen Metallzapfen, der an einer Basis befestigt ist und in Seite und Höhe verstellbar ist. Auf einer zweiteiligen Blockbettung rutschte die Waffe auf einer horizontierten Platte
so zurück, bis sich die Energie verzehrt hat. Das Laden der Granate ist schwieriger, als sie in ein Rohr gleiten zu lassen. Das minderte die Feuergeschwindigkeit, zudem der Werfer mit einem Zugseil ausgelöst wurde.

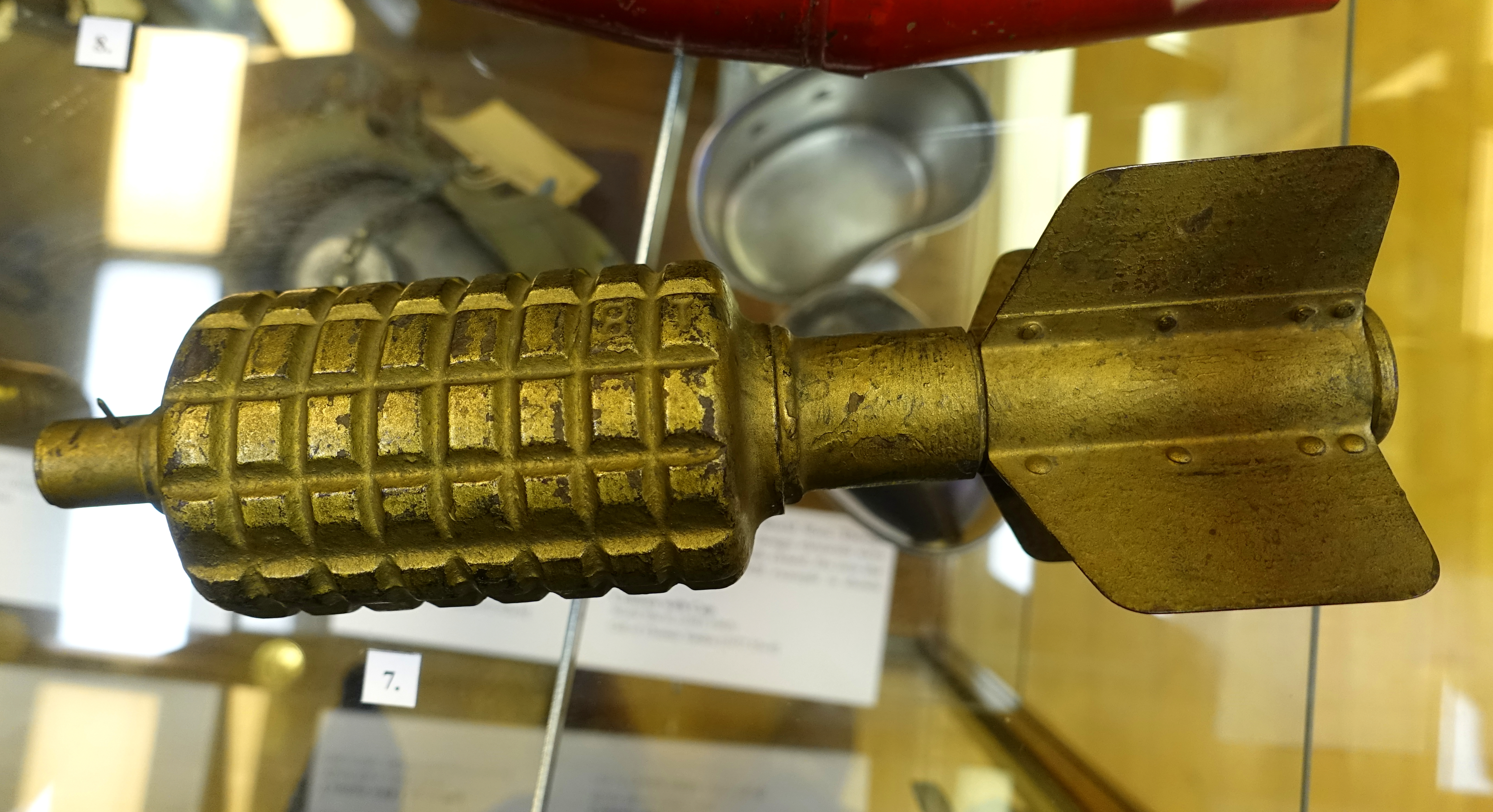
Priesterwerfergranate

Der Granatenwerfer 16 hatte eine Zwei-Mann-Bedienmannschaft, bestehend aus einem Richtschützen und einem Lader. Das Projektil ähnelt in Größe und Konstruktion einer Handgranate mit einem hohlen Mittelrohr mit Schwanzflossen, die über den Zapfen glitten. Der Granatenwerfer 16 ist leicht genug, um getragen zu werden. Der Granatenwerfer 16 kann in zwei Teile zerlegt werden, wobei der Werfer 24 kg und die Grundplatte 16 kg wiegt.
Geschosse und Kampfentfernung werden in verschiedenen Quellen unterschiedlich angegeben:
- Linnenkohl[4]: Bei Geschossgewicht 2 kg mit max. Schussweite von ca. 250 m
- Haythornthwaite[5]: 4-lbs-Geschoss (1,81 kg) mit max. Schussweite von ca. 300 m, 5,5 lbs-Geschoss (2,5 kg) mit „Springwirkung“ mit max. Schussweite von ca. 250 m

Mit ca. 70.000 hergestellten Exemplaren war der Werfer weit verbreitet. Er stellte ab 1916 eins der Hauptkampfmittel der Infanterie für Schussentfernungen zwischen 30 und 300 m dar.
Bei den Franzosen hatten die Geschosse auf Grund des pfeifenden Fluggeräusches den Spitznamen „Tourterelle“ (Turteltaube).
Der Granatenwerfer 16 war eine preiswerte und einfach herzustellende Waffe mit wenigen beweglichen Teilen. Nichts erforderte teure Materialien oder eine präzise Bearbeitung, wodurch er mit einfachen Gieß- und Schmiedeanlagen hergestellt werden konnte, die an geringe Toleranzen gewöhnt waren. Jeder Hersteller baute leicht unterschiedliche Waffen mit nur geringen Unterschieden, aber sie waren immer noch in der Lage, die gleiche Munition abzufeuern.

## Bedienung

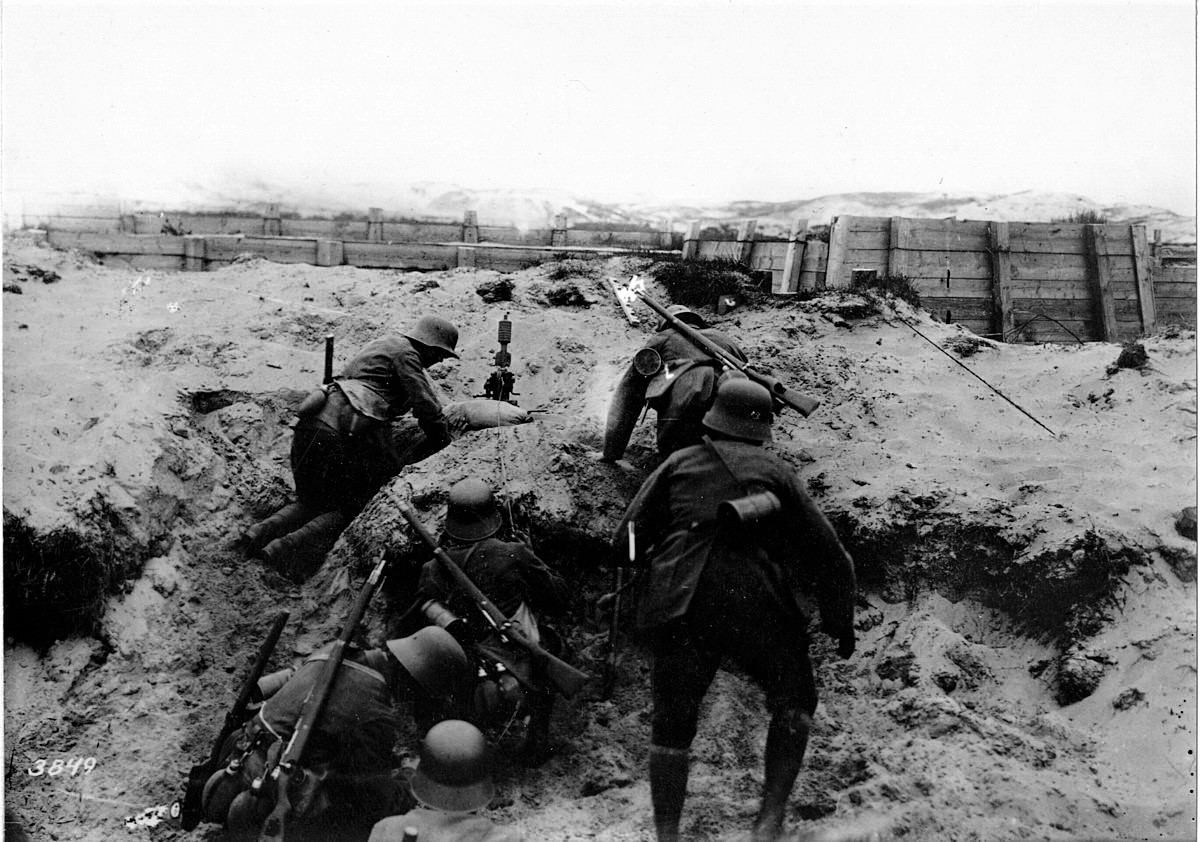
Einsatz des Granatenwerfer 16 im Grabenkrieg

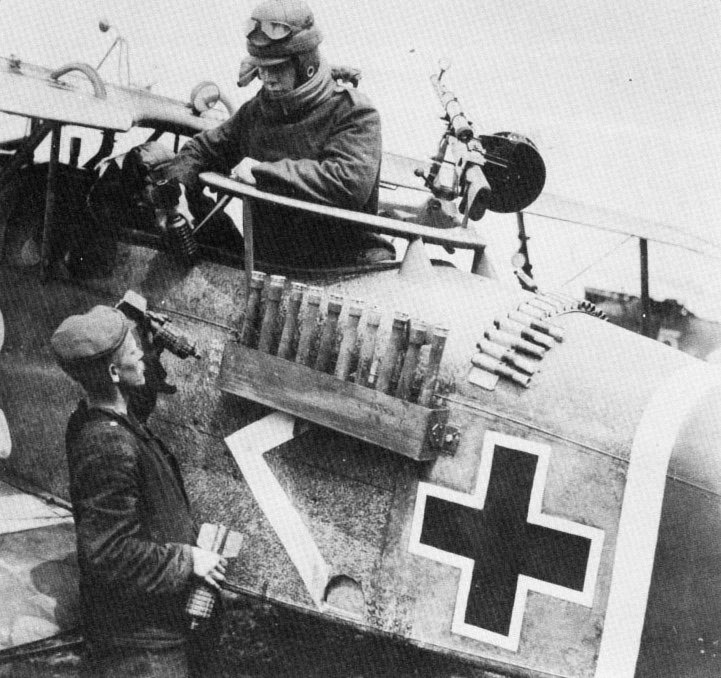
Nutzung der Wurfgranate 15 als Abwurfmunition in einer Halberstadt CL.II

Die Bedienung des Werfers war anspruchsvoll. Der Werfer hatte einen starken Rückstoß, die Grundplatte musste daher mit einem Sandsack fixiert werden. Beim Aufbau dieser Konstruktion musste darauf geachtet werden, dass die Flugbahn der Granate nicht die Grabenböschung streifte um vorzeitige Detonationen zu verhindern. Die Granate wurde mit Abstand mit einer Abzugsleine von der Seite abgeschossen. Nach jedem Schuss musste die Konstruktion mit Sandsack wieder neu aufgebaut werden. Die Granaten fanden ohne Treibladung auch als Abwurfbomben in Flugzeugen Verwendung (sog. Fliegermäuse). Insgesamt hat sich der Granatenwerfer 16 nicht bewährt und wurde nach Kriegsende nur noch als Signalgranatenwerfer in das 100.000 Mann Heer übernommen. In Nachfolge wurden Granatwerfer mit festem Rohr und Bodenplatte entwickelt und eingeführt.